# Отто-Ойген Міттельбергер
Отто-Ойґен Міттельберґер (нім. Otto-Eugen Mittelberger; 16 березня 1910 — ?) — німецький військовий медик, оберштурмбаннфюрер СС. Кавалер Німецького хреста в золоті

## Біографія
Місця служби:
- Керівник санітарного дивізіону СС в Ельванзі (1 травня — 15 серпня 1938).
- Керівник санітарного дивізіону СС в Берліні (15 серпня — 1 грудня 1938).
- Керівник санітарного дивізіону СС у Відні (1 грудня 1938 — 1 січня 1941).
- Лікар 2-го батальйону полку СС «Дер Фюрер» (1 січня — 15 квітня 1941).
- Санітарне управління СС (15 квітня — 10 червня 1941).
- Командний штаб рейхсфюрера СС (10 червня — 19 вересня 1941).
- Санітарне управління СС (19 вересня — 10 жовтня 1941).
- Командир санітарної роти СС каверійської бригади СС D (10 жовтня 1941 — 29 березня 1942).
- Запасний санітарний батальйон СС (26 березня — 25 червня 1942).
- Санітарне управління СС в Берліні (1 жовтня — 20 листопада 1942).
- Командир військ СС в Нідерландах (20 листопада 1942 — 3 червня 1943).
- Медична академія СС в Граці (3 червня 1943 — 1 березня 1944).

## Звання
- Оберштурмфюрер СС (1 травня 1938)
- Гауптштурмфюрер СС (25 серпня 1939)
- Штурмбанфюрер СС (20 квітня 1942)
- Оберштурмбанфюрер СС (30 січня 1945)

## Нагороди
- Почесний кут старих бійців
- Йольський свічник
- Залізний хрест 2-го (1940) і 1-го класу
- Нагрудний знак «За поранення» в чорному (1941)
- Німецький хрест в золоті (9 лютого 1945)